# Büste der Julie Récamier

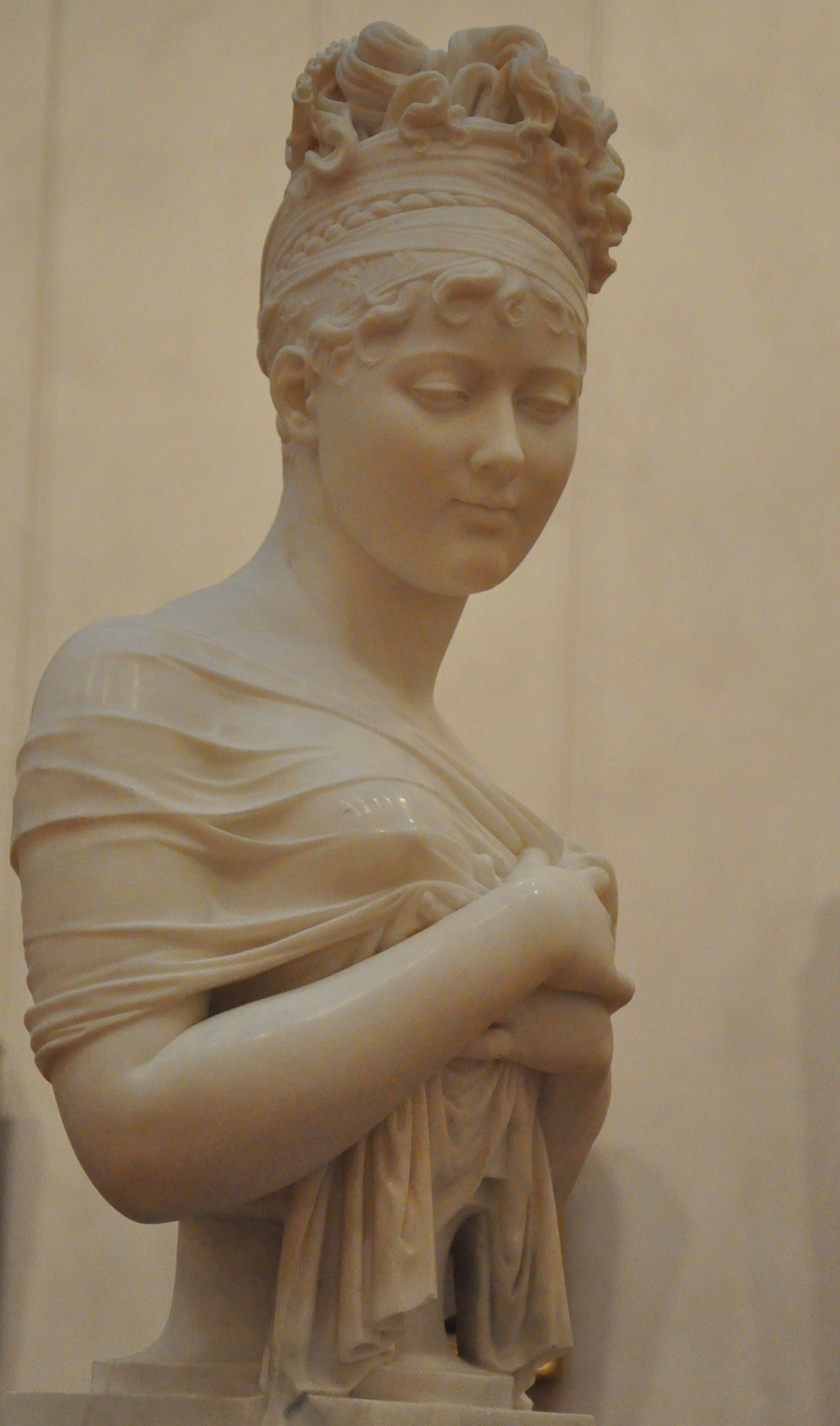
Büste von Juliette Récamier im Musée des Beaux-arts, Lyon, 1804–1808

Büsten der Julie Récamier sind vom französischen Bildhauer Joseph Chinard (1756–1813) geschaffene Büsten der Pariser Salonnière Julie Récamier (1777–1849). Die in unterschiedlichen Materialien gefertigten Porträtwerke erfreuen sich bis heute großer Beliebtheit und befinden sich an unterschiedlichen Standorten auf der ganzen Welt.

## Beschreibung
Die Größen der Büsten unterscheiden sich stark, was auf ihre verschiedenen Ausführungen zurückzuführen ist. Auch ihr Material ist nicht einheitlich, so gibt es Versionen in Gips, Terrakotta, Bronze und Marmor.
Alle Büsten zeigen den oberen Körperabschnitt von Julie Récamier, meistens oberhalb der Hüfte beginnend. Der Kopf der Dargestellten ist leicht zur Seite geneigt, ihr Blick auf den Boden gerichtet. Ein Kamm hält ihr mithilfe von Tüchern und Haarbändern hochgestecktes Haar. Der Kamm ist einem Pfeilbündel nachempfunden. Auf den Haarbändern sind kleine Amoretten mit Pfeil und Bogen abgebildet. Die Armreifen lassen ebenfalls auf eine antikisierende Darstellung schließen. Mit beiden Händen hält die Dargestellte ein dünnes Tuch, das um ihre Schultern gelegt ist. Der Übergang zwischen Tuch und dem Gewand, das ihren Oberkörper bedeckt, ist fließend. Dennoch ist Julie Récamier nur ansatzweise verhüllt, ihre linke Brust bleibt entblößt und die Konturen ihres Körpers sind gut sichtbar. Während sie mit den Händen ihre nackten Körperstellen bedecken zu wollen scheint, deutet der Finger ihrer rechten Hand auf die deutlich sichtbare Brustwarze.

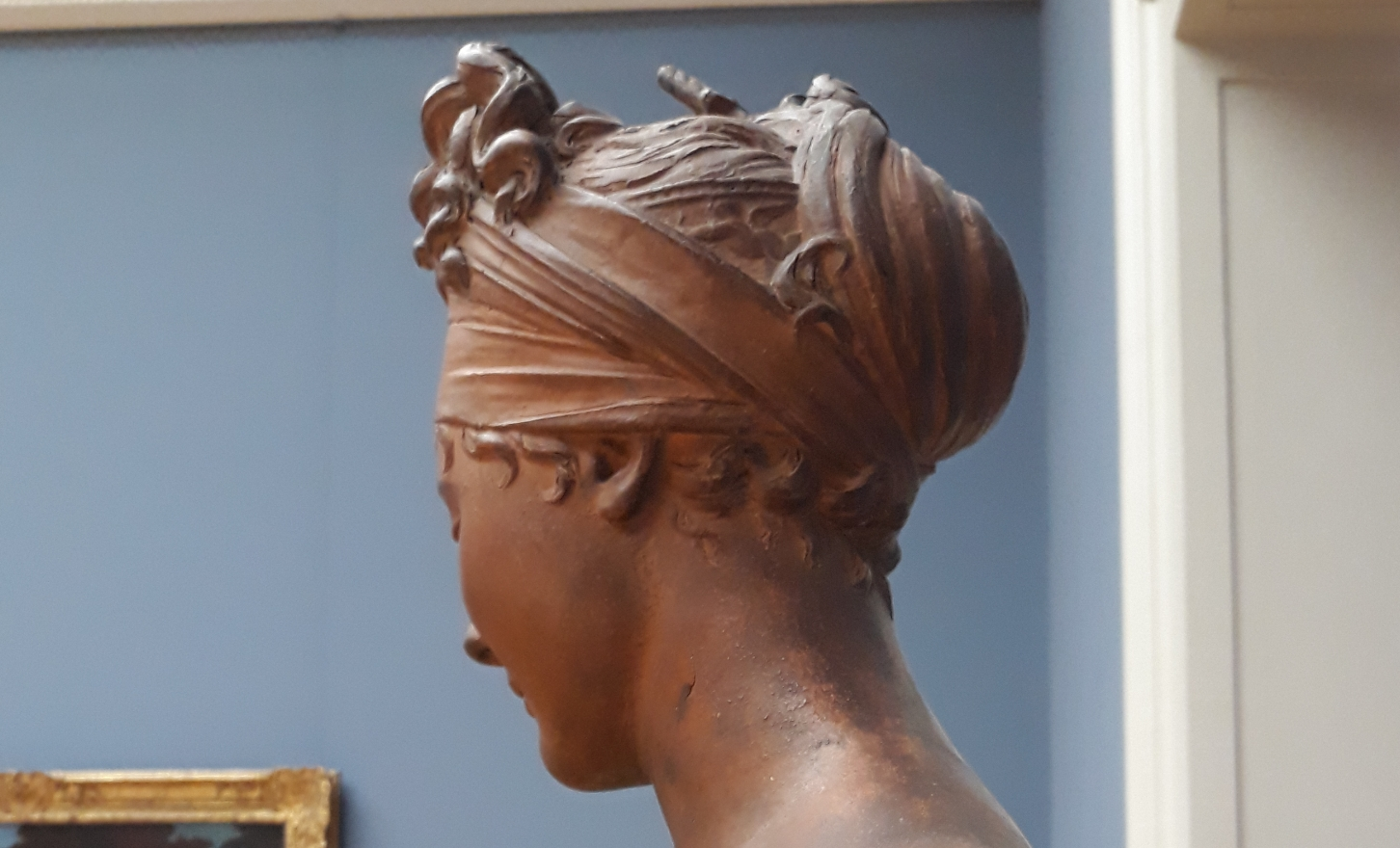
Kopfdetail der Büste von Julie Récamier im Berliner Bode Museum.

## Ikonographie
Die vielseitige Ansicht der Büste führt zu einer Erzählstruktur, die sich beim Umschreiten des Werkes aufbaut. So lässt sich zum Beispiel nur aus einem bestimmten Blickwinkel entdecken, dass eine der Brüste unbedeckt ist.
Eine Besonderheit der Büste sind die ausgearbeiteten Arme der Dargestellten, die so zum ersten Mal in der französischen Büstenplastik vorkommen. Die Armhaltung adaptiert den Gestus der Venus Pudica, der „schamhaften Venus“. Dieser aus der antiken Kunst stammende Bildtypus ist häufig bei Darstellungen der Venus oder Aphrodite zu finden, die ihre Brüste oder ihre Geschlechtsorgane mit den Händen bedeckt. Der Gestus lenkt die Aufmerksamkeit der Betrachter auf die jeweilige Körperregion, deutet jedoch gleichzeitig ein Schamempfinden der Dargestellten an. Diese von Chinard gewählte Darstellungsweise untermauert die Antikenliebe der damaligen Zeit, aber auch die Idealisierung der Madame Récamier, die auf diese Weise mit der Liebesgöttin Venus gleichgesetzt wird. Durch den Rückbezug auf antikisierende Motive wie die Venus Pudica, war es Joseph Chinard möglich, die Porträtierte mit entblößter Brust zu zeigen. Ohne den Verweis auf die römische Göttin hätte eine solche Darstellung Empörung hervorgerufen.
Die Büste der Julie Récamier enthält noch einige weitere Verweise auf die römische Mythologie. So ist das Pfeilbündel in ihren Haaren ein Hinweis auf Amor, die Personifikation der Liebe. Bei einigen Darstellungen, zum Beispiel bei den beiden Terrakottabüsten im Berliner Bode Museum und im J. Paul Getty Museum in Los Angeles, lassen die pompejanischen Amoretten auf dem metallenen Stirnband Julie Récamiers weitere Assoziationen zur Liebesgöttin Venus zu. Die Hochsteckfrisur wurde auch Tituskopf genannt und war ein wichtiger Bestandteil der Mode à la grecque im Directoire beziehungsweise im Französischen Konsulat.
Obwohl Porträtbüsten mit Armen zu Beginn des 19. Jahrhunderts in Frankreich unüblich waren, gibt es historische Darstellungen, an denen Chinard sich orientiert haben könnte. Ein Beispiel ist die Marmorbüste Dame mit dem Sträußchen von Andrea del Verrocchio im Bargello in Florenz. Joseph Chinard verbrachte einen Studienaufenthalt in Italien und könnte von der in Florenz ausgestellten Plastik inspiriert worden sein.

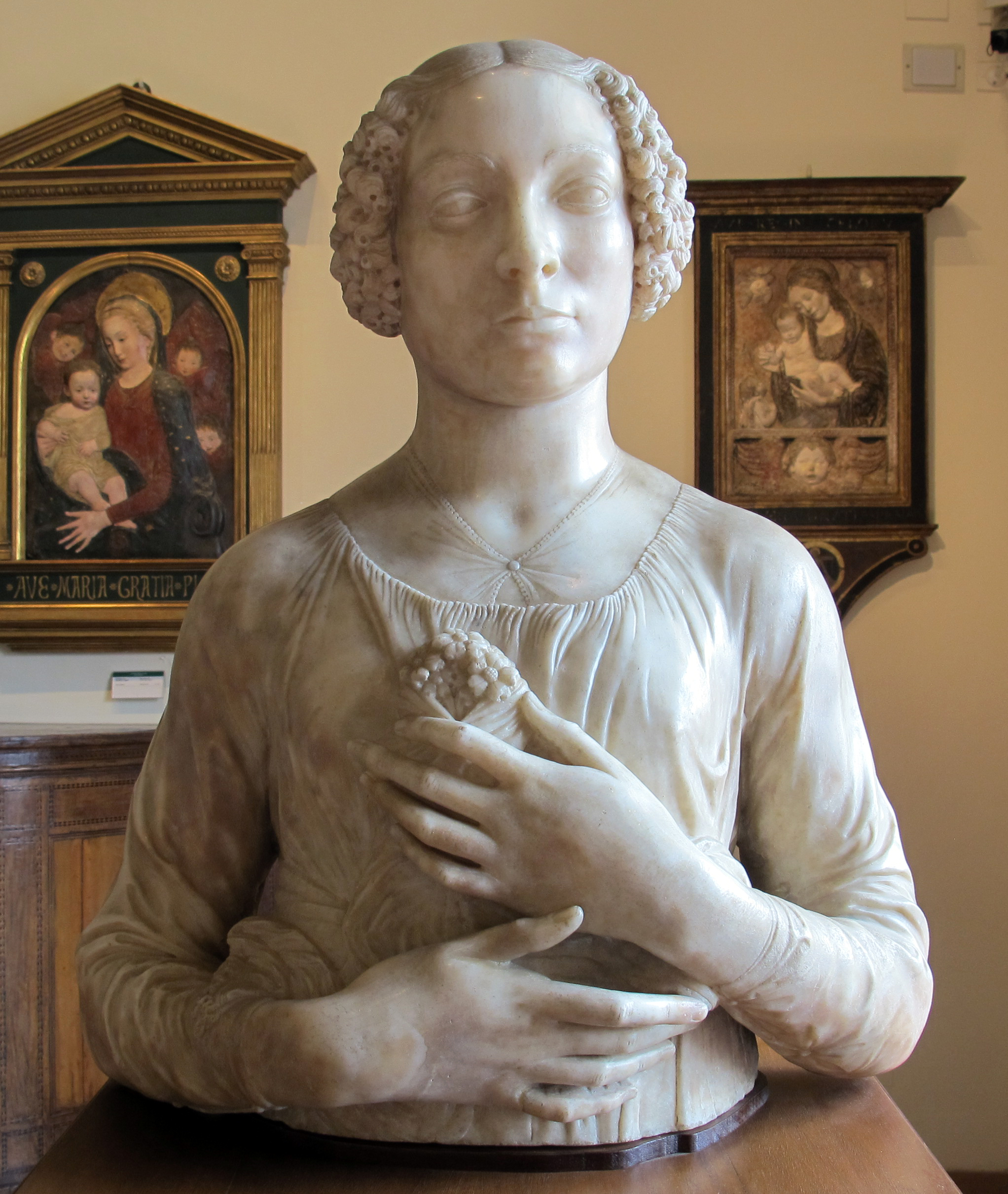
Dame mit dem Sträußchen von Andrea del Verrocchio, 1475, Bargello in Florenz.
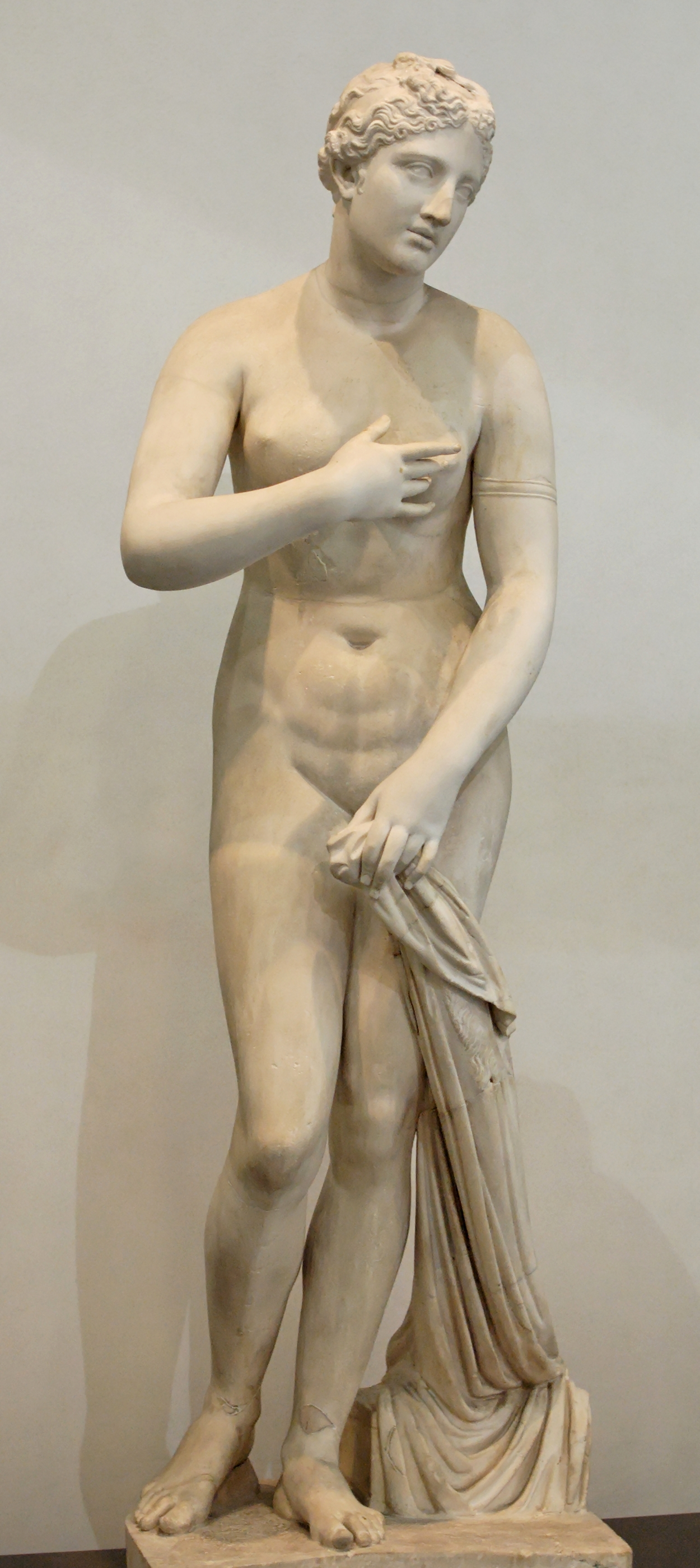
Aphrodite von Menophantos, 1. Jh. v. Chr., Museo nazionale romano di Palazzo Massimo, Rom.
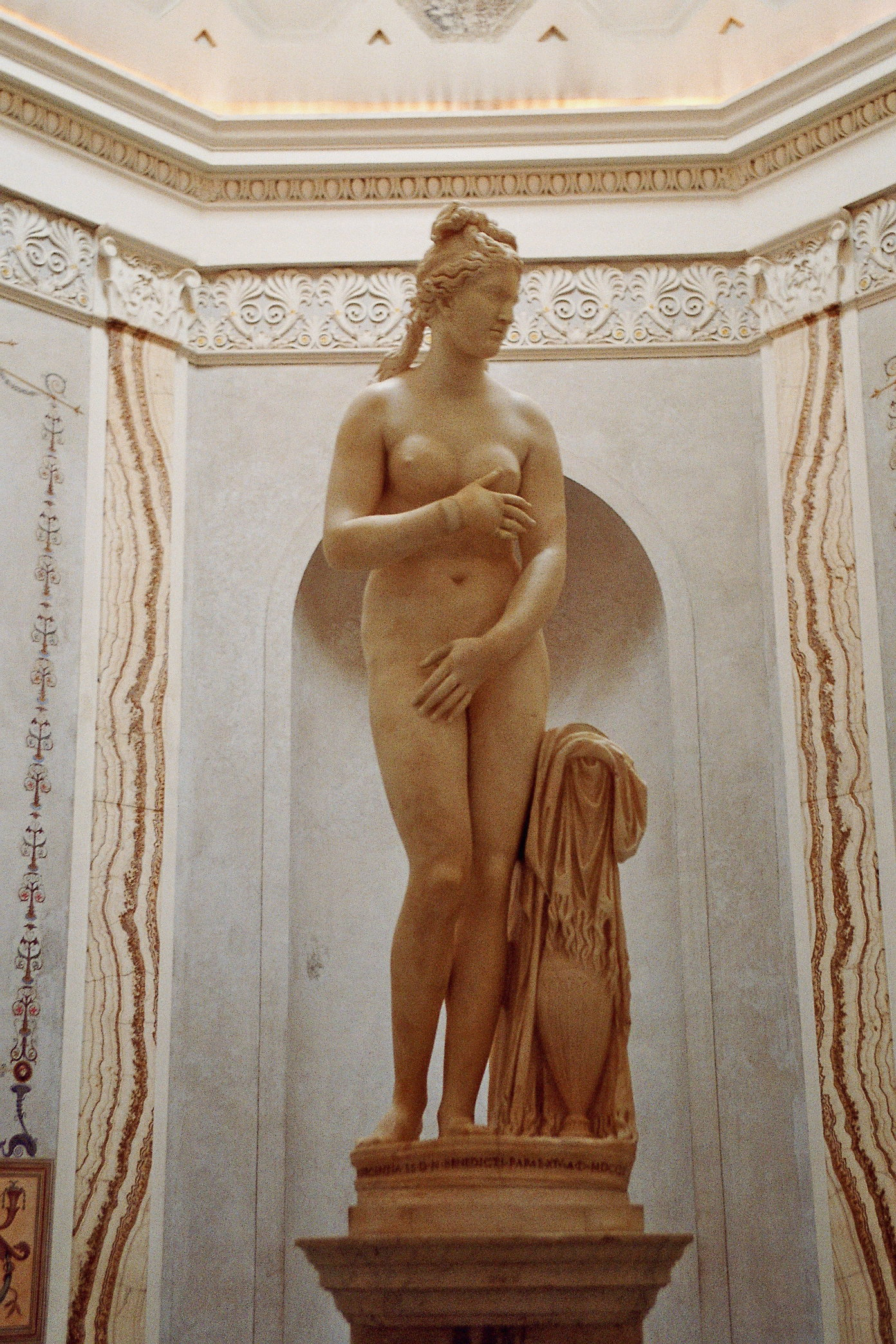
Kapitolinische Venus, Kapitolinische Museen, Rom.

## Verbindung zwischen Julie Récamier und Joseph Chinard
Joseph Chinard fertigte in den Jahren zwischen 1795 und 1812 mehrere Porträtbüsten von Juliette Récamier an. Wie es zu dem Auftrag der zahlreichen Darstellungen kam, ist nicht bekannt. Vermutlich ist die erste Version bei einem längeren Aufenthalt Joseph Chinards in Paris entstanden. Der Künstler wohnte ab 1805 einige Zeit bei Julie Récamier und ihrem Mann, dem Bankier Jacques-Rose Récamier, in der Pariser Rue Basse-du-Rempart. Récamier und Chinard verband ihre gemeinsame Herkunft aus Lyon. Joseph Chinard hatte zu dieser Zeit hauptsächlich Privatkunden, fertigte aber um 1800 auch Büsten von Napoleon Bonaparte und König Ludwig XVI. an und genoss in der französischen Gesellschaft hohes Ansehen. Um 1802 stellte er einige seiner Werke im Pariser Salon aus. Vor Chinard hatte noch kein anderer Künstler Julie Récamier modelliert. Sie war bis zu diesem Zeitpunkt lediglich 1800 von Jacques-Louis David liegend auf einer Récamière porträtiert worden, ein Möbelstück, das aufgrund der ikonischen Darstellung und der großen Berühmtheit der jungen Frau später nach Julie Récamier benannt wurde.

## Versionen
Die folgenden Büsten werden Joseph Chinard zugeschrieben:

### Bronze-Büste mit Kopfhaube
Die am frühesten entstandene Büste, die Chinard von Julie Récamier anfertigte, schuf er 1796, sie ist nicht signiert. Vermutlich hat sie sich bis zum Tod Chinards 1813 in seinem Atelier befunden und dort für weitere Abgüsse und Modellierungen gedient. Anschließend gelangte sie in die Sammlung des Grafen de Penha-Longa in Paris und wurde 1911 in der Galerie Georges Petit in Paris verkauft. Der Verbleib der Büste ist unbekannt. Bei dieser Büste ist der Sockel sehr stark herausgearbeitet und deutlich als solcher erkennbar. Die Haarpracht der Dargestellten ist weniger detailliert als in späteren Versionen und zu großen Teilen vom Seidentuch auf ihrem Kopf verdeckt. Ebenso wie die Gipsbüste in Lyon trägt Julie Récamier hier einen dünnen Zopf, der über ihrer linken Schläfe einen Haarknoten bildet.

### Bemalte Gipsbüste im Musée des Beaux-Arts, Lyon
Die Gipsbüste im Musée des Beaux-Arts in Lyon (Inv.-Nr.: A2961) entstand 1798. Sie ist nicht signiert und unbezeichnet und misst 72 × 36 × 25,5 cm. Ursprünglich war sie im Besitz von Clémence Sophie de Sermézy, einer Schülerin von Joseph Chinard. Später war die Büste im Besitz von M. de Beaufort und ging 1864 als Spende an das Museum in Lyon über. Diese Version trägt einen dünnen Zopf, der über der linken Schläfe zu einem Haarknoten zusammengefasst ist. Der Rest der Haare ist, anders als bei den anderen Büsten, nicht nach vorne, sondern nach hinten gekämmt und türmt sich auf dem Kopf der Dargestellten auf. Der Sockel der Büste scheint ihren Oberkörper ergänzen zu wollen und bildet eine Wespentaille. Das Seidentuch bedeckt, wie bei allen anderen Büsten, lediglich ihre rechte Schulter und entblößt ihre linke Brust.

### Terrakottabüste im J. Paul Getty Museum, Los Angeles
Die Terrakottabüste im J. Paul Getty Museum (Inv.-Nr. 88.SC.42) entstand 1801/1802, sie misst 63,2 × 32,4 × 24,1 cm. Das Werk wurde vor 1821 von Julie Récamier an Jean Anthelme Brillat-Savarin verschenkt. Später gelangte es in den Besitz des Museums. Der Sockel wird hier, im Gegensatz zur Gipsbüste in Lyon, vom Seidentuch umspielt, zudem ist der Bauchnabel der Dargestellten angedeutet. Dadurch entsteht die Illusion, es könne sich statt einem Sockel um den nackten Bauch der Julie Récamier handeln. Die Haare der Dargestellten sind über ihrem Tuch nach vorne gekämmt, diese Büste trägt keinen Haarknoten über der Schläfe. Auf einem Stirnband, das leicht von den um ihren Kopf geschlungenen Tüchern verdeckt sind, lassen sich pompejanische Amoretten mit Pfeil und Bogen erkennen.

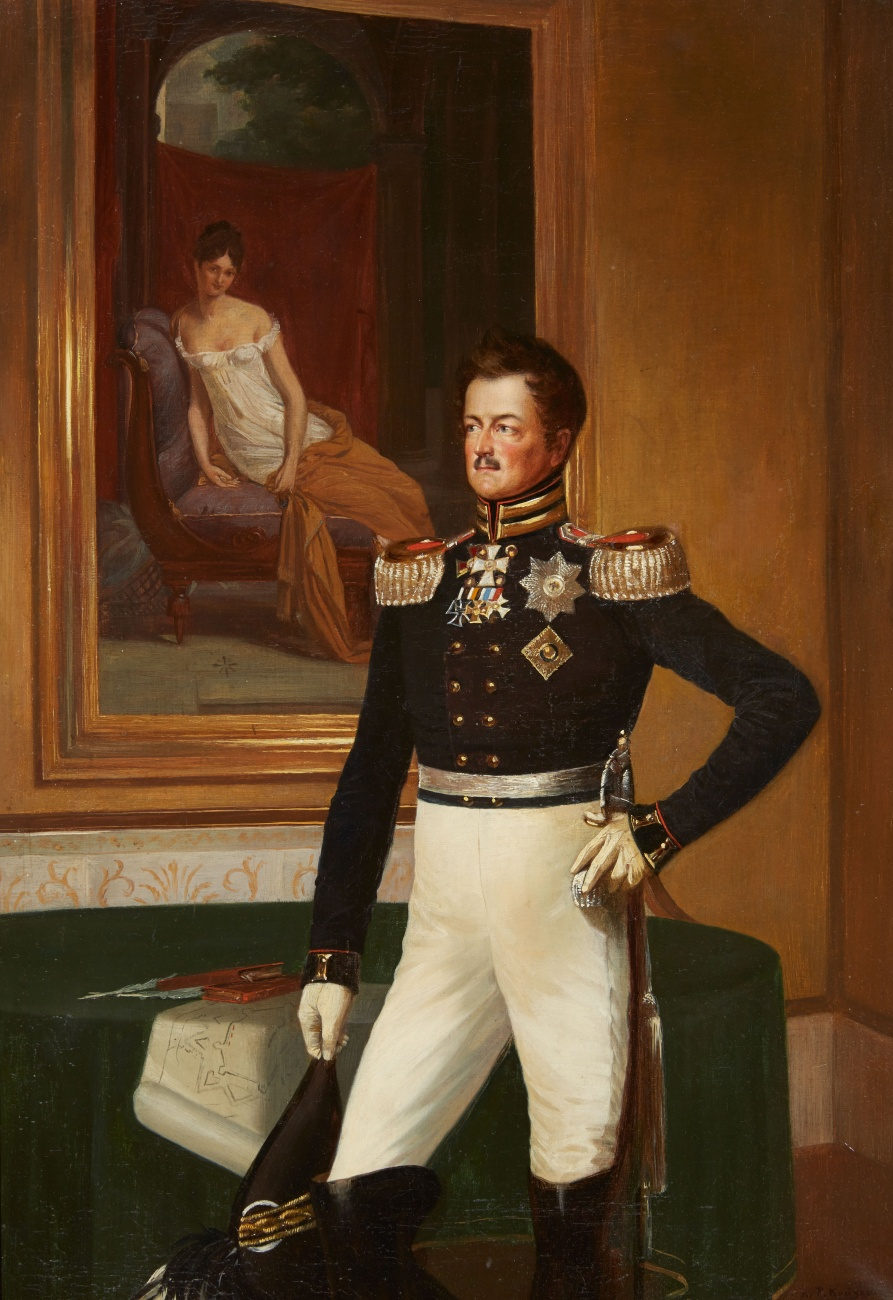
Kopie von Franz Krügers Porträt (1835) des Prinzen August von Preußen (1779–1843) vor dem Porträt der Madame Recamier von Francois Gérard.

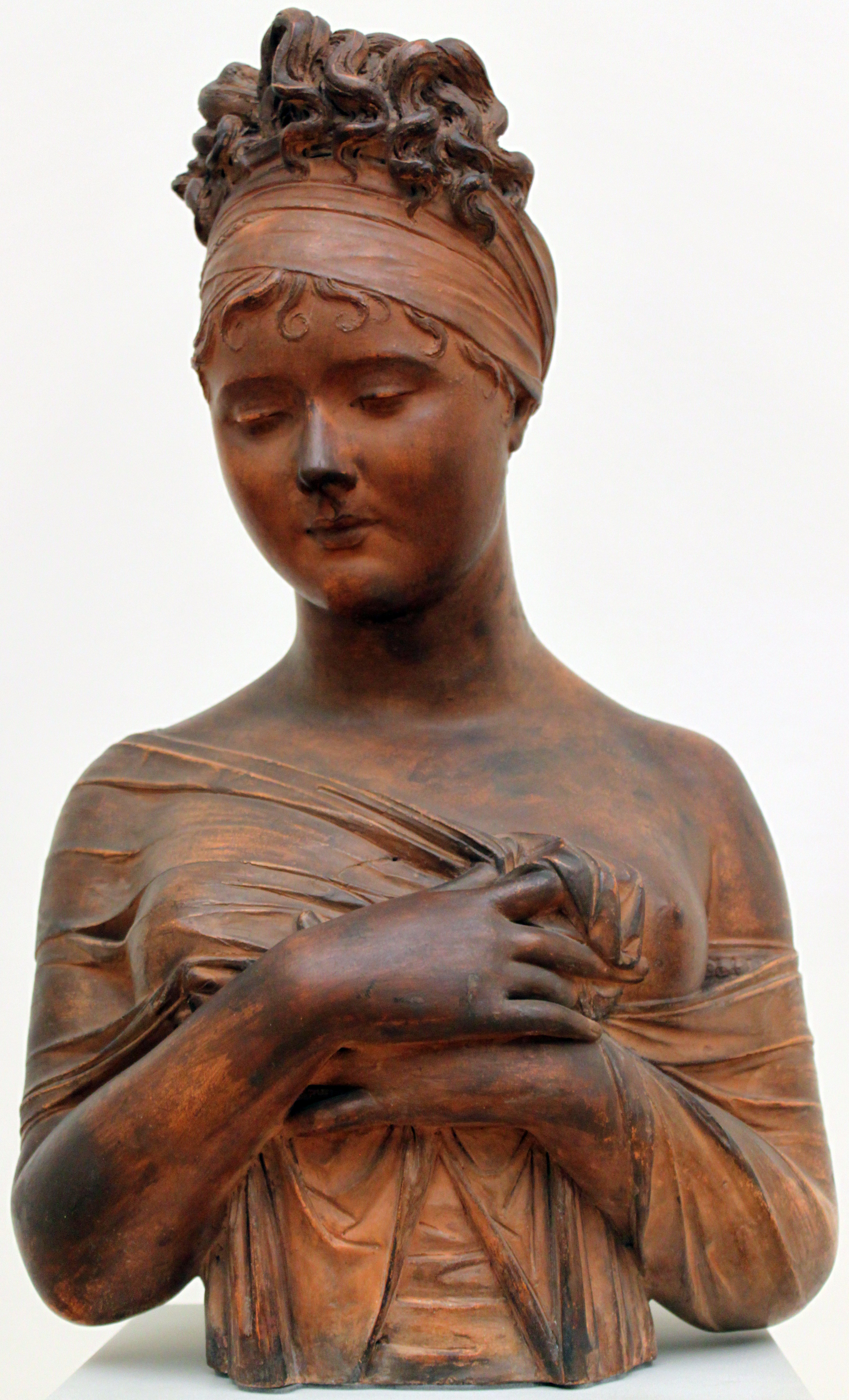
Büste von Juliette Récamier, im Bode Museum, Berlin, 1801–1805.

### Terrakottabüste im Bode-Museum, Berlin
Eine Terrakottabüste von Julie Récamier befindet sich im Berliner Bode-Museum (Inv.-Nr. M216). Die Darstellung misst 56 × 33 × 26 cm und wurde 1957 im Berliner Kunsthandel erworben. Ihre Entstehung wird auf den Zeitraum zwischen 1801 und 1805 datiert. Sie ist nicht signiert, jedoch mit „Mme. Récamier“ bezeichnet.
Die Provenienz der Büste ist weitestgehend unbekannt, angeblich stammt sie aus dem Besitz der Hohenzollern. Diese Herkunft ist insofern schlüssig, als dass Julie Récamier 1807 Prinz August von Preußen (1779–1843) kennengelernt hatte und sogar eine Hochzeit der beiden geplant war. Diese fand letztendlich aus diversen Gründen nicht statt, hauptsächlich deshalb, weil Julie Récamier bereits verheiratet war. Ein Gemälde des Malers Franz Krüger zeigt den preußischen General vor François Gérards Porträt von Julie Récamier. Die Darstellung zeigt die Begeisterung des Prinzen für Julie Récamier und lässt den Schluss zu, dass er auch eine Büste der Salonniere besessen haben könnte. Es gibt jedoch keine Hinweise darauf, wie die Büste in den Besitz des Prinzen gekommen sein könnte, und wie sie von dort aus in den Kunsthandel gelangte.
Im Kunsthandel wurde die Büste noch als Werk von Jean-Antoine Houdon geführt und unter diesem Urheber auch zur Wiedereröffnung nach Ende des Zweiten Weltkriegs 1957 erstmals im Katalog publiziert.
Diese Version ist die einzige Büste, die keinen Sockel besitzt, sondern mit glatter Oberfläche abschließt. Ebenso wie die Büste im J. Paul Getty Museum, sind auf dem Haarband der Dargestellten kleine Amoretten mit Pfeil und Bogen zu erkennen. Zudem sei an der Haarpartie der Dargestellten die Spur eines Modellierholzes erkennbar, was gegen einen Abguss spricht. Daraus schloss Ernst Heinrich Zimmermann, der zwischen 1937 und 1957 Direktor des Kaiser-Friedrich-Museum, dem heutigen Bode-Museum war, dass es sich um das Originalmodell für die später entstandene Marmorbüste, die sich nun in Lyon befindet, handle. In jüngeren Publikationen wird diese These jedoch angezweifelt. Aus einem 1977 verfassten Brief von Christian Theuerkauff, damals Hauptkustos der Skulpturengalerie, an Berthold Fricke vom Verlag Knorr & Hirth in Hannover geht hervor, dass das Museum eine „Ton-Variante nach der Lyoner Büste“ besitze. Theuerkauff steht der Einschätzung, dass es sich bei der Büste um ein Original handele, skeptisch gegenüber.

### Marmorbüste im Musée des Beaux-Arts, Lyon
Die Marmorbüste im Musée des Beaux-Arts in Lyon ist im Zeitraum 1804–1808 entstanden und ist die einzige Büste, die die eigenhändige Signatur Chinards auf dem Sockel trägt. Aus dem Besitz des Notars Jean Bernard, dem Vater von Julie Récamier, ging das Werk 1828 in den Besitz von Joseph-François-Marie Simonard über, einem Jugendfreund von Julie Récamier. 1867 vermachte er die Büste seiner Tochter. Im Testament Simonards befindet sich die Formulierung: "[...] die Marmorbüste der Mme Récamier, die meine intime Freundin war [...] Diese Büste, gemeißelt von Chinard, ist ein Meisterwerk." Das Museum in Lyon kaufte die Büste 1909 für 80.000 Francs an (Inventar-Nr.  B.871). Ihre Maße betragen 80 × 42,5 × 30,5 cm, damit ist sie deutlich größer als die Gips- und Terrakottamodelle. Eine weitere, unsignierte Marmorversion dieser Büste befindet sich in den Collezioni Comunali d'Arte in Bologna. Sie ist dort als Kopie des Originals verzeichnet.

### Marmorbüste im Rhode Island School of Design Museum
Eine weitere Marmorbüste der Julie Récamier befindet sich im Rhode Island School of Design Museum (Inv.-Nr. 37.201). Sie ist in den Jahren 1810–1811 entstanden und misst 56,5 × 33 × 25,4 cm. Anders als alle anderen Büsten ist diese Version unterhalb der Schlüsselbeine beschnitten worden und besitzt daher weder Arme noch Rumpf. Stattdessen endet sie in einem runden Brustabschnitt kurz unter dem Hals. Auf dem darunter liegenden Sockel ist die Büste mit „Chinard de Lyon“ bezeichnet. Abgesehen von ihrer Größe, sind die beiden Marmorbüsten keinesfalls identisch: Die Haartracht unterscheidet sich leicht von der der Marmorbüste in Lyon, so ist der Zopf der beschnittenen Büste komplett sichtbar, während er bei der Lyoner Büste durch das seidene Tuch, das den Kopf zweifach umhüllt, leicht verborgen ist. Der untere Teil der Büste hat, so wird vermutet, ursprünglich dem der Marmorbüste in Lyon entsprochen.
Die Marmorbüste befand sich bis zum Tod von Julie Récamier 1849 in deren Wohnzimmer in der Rue de Sèvres in Paris. Eine Notiz Chinards von 1808 besagt, dass die Büste auch in ihrem Salon gezeigt wurde. Es kann sich dabei nur um den Salon von 1803 handeln, da der Katalog aus diesem Jahr nicht mehr existiert. In allen anderen Katalogen ist die Büste nicht verzeichnet. Nach Récamiers Tod ging die Büste in den Besitz von Madame Lenormant über, der Nichte und Adoptivtochter von Julie Récamier. 1893 veranstaltete Mme. Lenormant einen Verkauf von Besitztümern ihrer Tante im Pariser Auktionshaus Hôtel Drouot, wo der Marquis de Gontaut-Biron die Büste erwarb und später in die USA verkaufte. Käuferin war die Amerikanerin Harold Brown, die die Büste 1937 der Rhode Island School of Design als Schenkung übergab.
In den Briefen von Julie Récamier findet sich keinerlei Hinweis auf die Verkürzung oder den Grund dafür. Laut Madame Lenormant soll Julie Récamier die Büste eines Tages zu aufsehenerregend gefunden und eine nachträgliche Bearbeitung veranlasst haben. Hierbei handelt es sich jedoch lediglich um eine mündliche Überlieferung, die nicht schriftlich belegt ist. Die Frage nach dem Grund der veränderten Darstellung war Anlass für viele Diskussionen und Spekulationen. Obwohl die Büste im Detail nicht identisch mit der aus dem Besitz des Vaters stammenden Marmorbüste in Lyon ist, gehen Experten aufgrund der stilistischen Merkmale davon aus, dass beide Werke von Joseph Chinard stammen. Der französische Kunsthistoriker Louis Gonse war der Ansicht, dass die Büste von Anfang verkürzt konzipiert war und dementsprechend von Chinard umgesetzt wurde. Andere Experten kommen zu dem Schluss, dass die Büste nach 1828 beschnitten worden sein muss und die Signatur gefälscht sei. Dafür sprächen zum Beispiel das Verhältnis von Sockel und Büste zueinander, das für Chinards Stil unüblich sei.

## Autorschaft
Da Joseph Chinard lediglich seine Marmorbüsten signiert hat, wobei die beschnittene Marmorbüste im Rhode Island School of Design Museum einen Sonderstatus einnimmt, sind die unsignierten Gips-, Terrakotta- und Bronzebüsten in ihrer Zuschreibung häufig unklar. Einige von ihnen, zum Beispiel die Terrakottabüste im Berliner Bode Museum, sind mit „Mme. Recamier“ bezeichnet.
Bis heute werden zahlreiche Gips- und Marmorversionen, die nicht aus Joseph Chinards Hand stammen, auf dem Kunstmarkt angeboten. Dieser Umstand verdeutlicht die fortwährende Beliebtheit der Darstellung in großen Teilen der westlichen Welt.

## Material
Zwischen 1803 und 1808 besaß Joseph Chinard ein Atelier in der italienischen Stadt Carrara, in deren nahegelegenen Steinbrüchen er an das Material für seine Marmorbüsten gelangte. Dieses Privileg wurde ihm aufgrund seiner guten Beziehungen zur Familie von Napoleon Bonaparte zuteil.
Im 19. Jahrhundert wurde die Technik der Terrakotta, der gebrannten Erde, durch die Vorliebe für die klassische Antike immer mehr geschätzt. Auch die steigende Technisierung der Arbeitsprozesse in Kunst und Architektur spielte für diese Entwicklung eine wichtige Rolle. Zu sehen ist die geschätzte Verwendung von Terrakotta zum Beispiel in der in dieser Zeit in Berlin entstandenen Architektur: Der preußische Architekt Karl Friedrich Schinkel war an der Wiederbelebung der Backsteinarchitektur maßgeblich beteiligt und verwendete unter anderem für seine Berliner Bauakademie einige Terrakotta-Reliefs. Auch die Friedrichswerdersche Kirche (1825–28) in Berlin zeigt den geschätzten Gebrauch von Terrakotta in der Architektur. Friedrich Wilhelm IV. förderte ebenfalls die Verwendung von Terrakotta, zwischen 1830 und 1860 erwarb das preußische Königshaus Terrakotten für zehn Projekte im Schlosspark von Sanssouci, um die Vorliebe des Königs für italienische Architektur und Plastik zu unterstreichen.

## Antikenliebe im 19. Jahrhundert
Anfang des 19. Jahrhunderts führten wichtige wissenschaftliche Entdeckungen und Ausgrabungen, so etwa im italienischen Golf von Neapel in Herculaneum und Pompeji, zu einer wiederauflebenden Begeisterung für die griechische, etruskische und römische Antike. Zudem genoss die italienische Stadt Rom hohes Ansehen als internationale Weltstadt. Mode und Kunst des Empire und des Directoire orientierten sich am Stil des Klassizismus. Besonders beliebt in Europa war zu dieser Zeit die Malerei von Johann Gottfried Schadow, Jean-Antoine Houdon und Antonio Canova. Letzterer hatte Julie Récamier 1819 ebenfalls zu porträtieren begonnen, die Büste jedoch im Laufe des Prozesses zu Beatrice, einer Protagonistin aus Dantes Göttlicher Komödie, werden lassen. Dante Alighieri hatte mit seiner im 14. Jahrhundert entstandenen "Divina Commedia" ebenfalls einen bedeutenden Rückgriff auf Formen und Figuren der Antike gemacht. Canovas Darstellung der Récamier ist mit Olivenzweigen bekrönt und mit einem marmornen Schleier bedeckt, die Büste endet knapp unterhalb des Halses. Die Vorliebe für antike Erzählungen und Figuren zeigt sich auch in Joseph Chinards Porträt der Henriette de Verninac, das sich aktuell im Louvre befindet. Die Büste zeigt die Ehefrau des Diplomaten Raymond de Verninac Saint-Maur, die jedoch mit typischen Attributen der römischen Göttin Diana ausgestattet ist. Als Göttin der Jagd ist sie in diesem Fall mit einem Pfeil in der Hand zu sehen, der zu dem für sie charakteristischen Bogen gehört. Diese Büste unterstreicht ebenso die Begeisterung für mythologische Erzählungen.

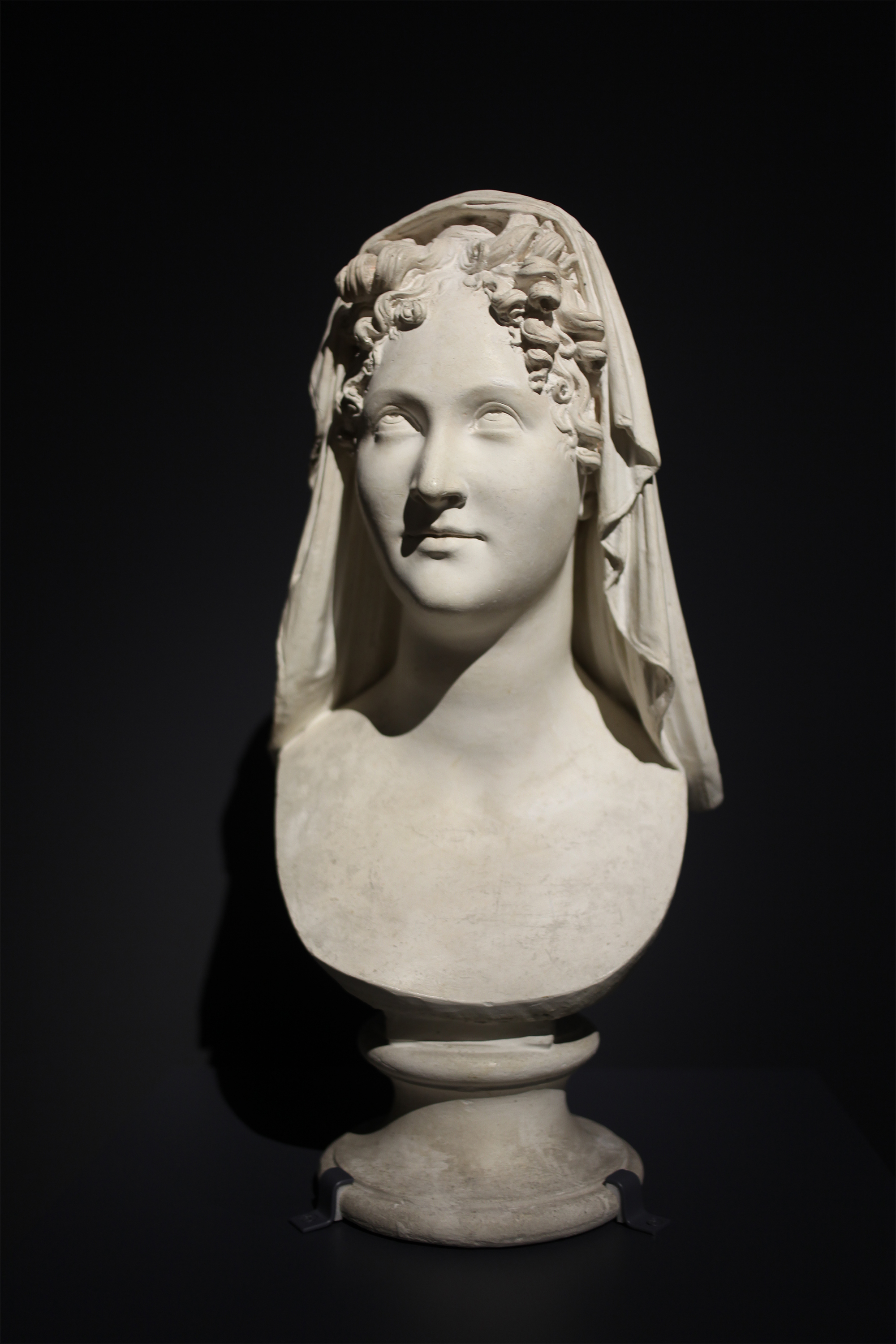
Büste der Juliette Récamier von Antonio Canova, 1813.
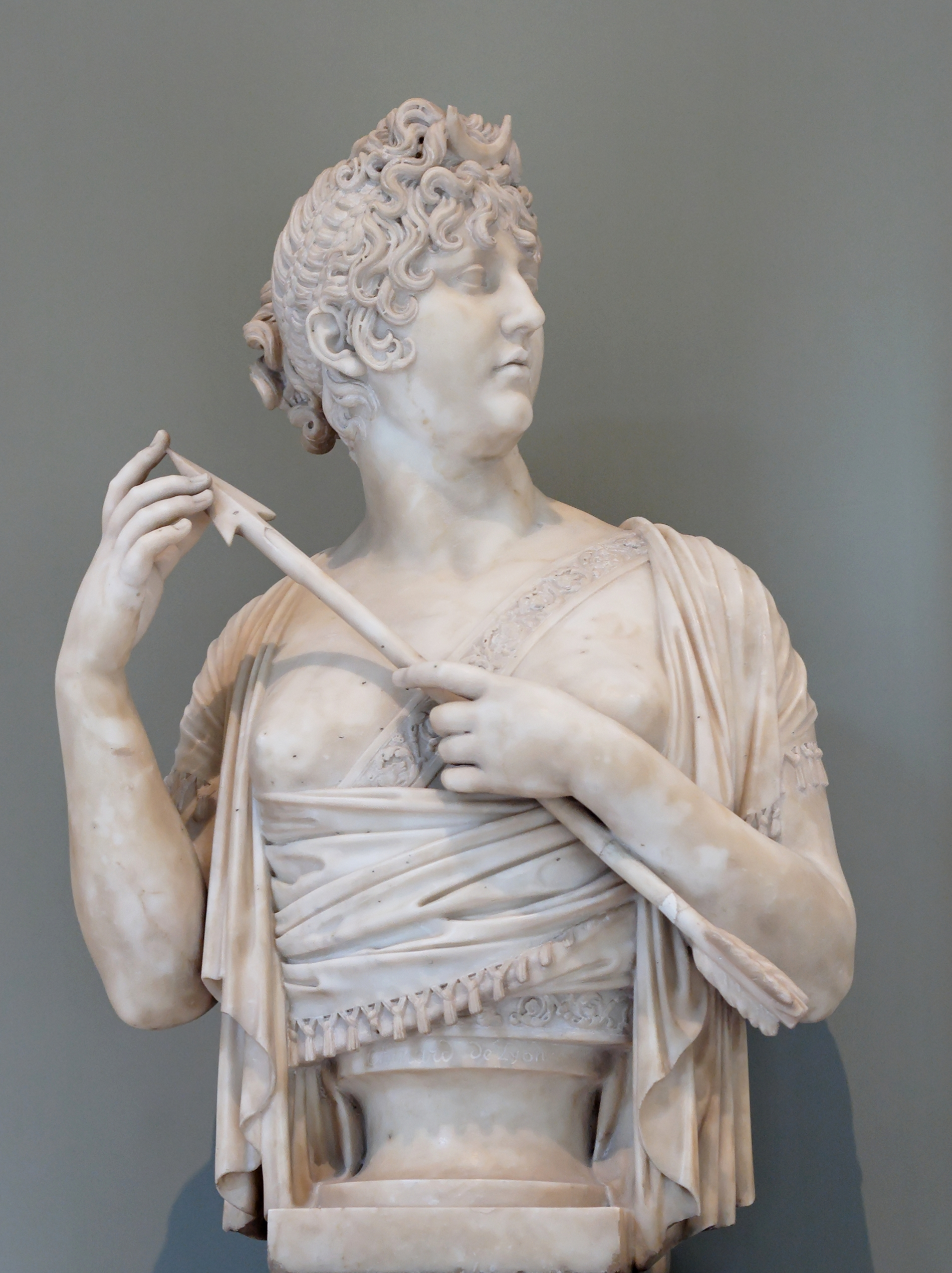
Madame de Verninac en Diane chasseresse von Joseph Chinard, um 1800. von Joseph Chinard, um 1800.

## Stilistische Merkmale
Joseph Chinard hat für seine Büsten eine kindliche und sinnliche Darstellung der Julie Récamier gewählt, die in den Betrachtenden zahlreiche Fantasien weckte. Diese hat er durch bildhauerische Kniffe bewusst mit dem Liebesgott Amor und Venusdarstellungen in Verbindung gebracht. Betrachtet man weitere Darstellungen ihrer Person, lassen sich kaum Ähnlichkeiten feststellen. So zeigen zum Beispiel die 1813 von Antonio Canova gefertigte Büste oder das 1825 von Antoine-Jean Gros gemalte Porträt der Julie Récamier eine weitaus zurückhaltendere, reserviertere Darstellung. Das spricht für eine starke Orientierung an der Mode und dem Stil der jeweiligen Zeit, weniger für eine Fixierung auf charakteristische Gesichtszüge oder körperliche Merkmale der Dargestellten.
Alexander Dorner meint eine Veränderung des Stils in den über die Jahre entstandenen Büsten Joseph Chinards erkennen zu können. Obwohl sie das gleiche Sujet, nämlich Julie Récamier, zeigen, sieht Dorner eine klare stilistische Veränderung in der Darstellungsweise. Während die Ende des 18. Jahrhunderts entstandenen Bronzeplastik durch ihre kindliche Anmut laut Dorner noch die Ausläufer des Rokoko zeige, sei die dezente Eleganz der heute in Rhode Island befindlichen Marmorstatue klares Zeugnis antiker Formen. Willy-Günther Schwark sieht in den Büsten der Julie Récamier, die zwischen 1800 und 1805 entstanden sind, den Höhepunkt der klassischen Porträtwerke Chinards.

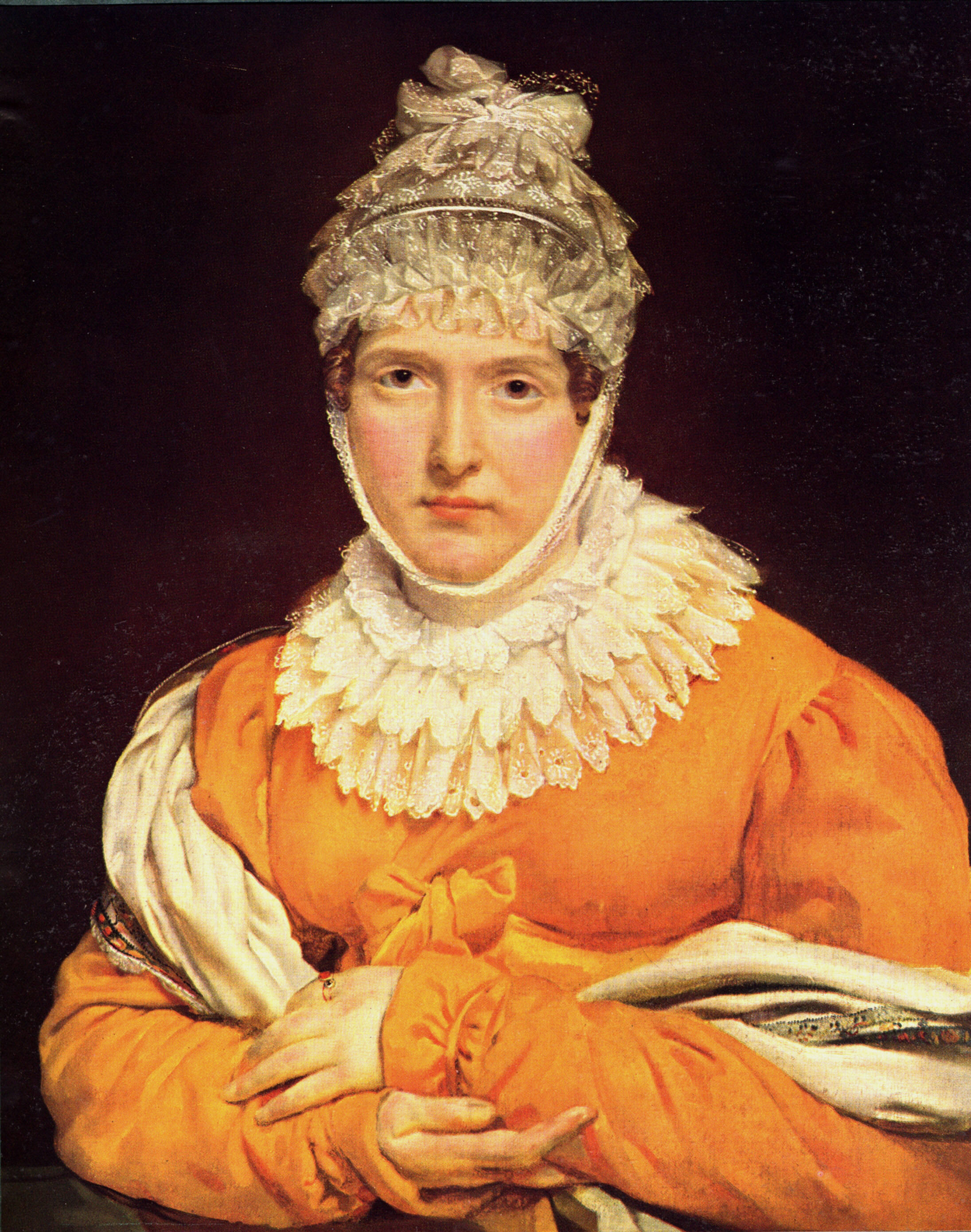
Porträt der Mademoiselle Récamier von Antoine-Jean Gros, 1825.
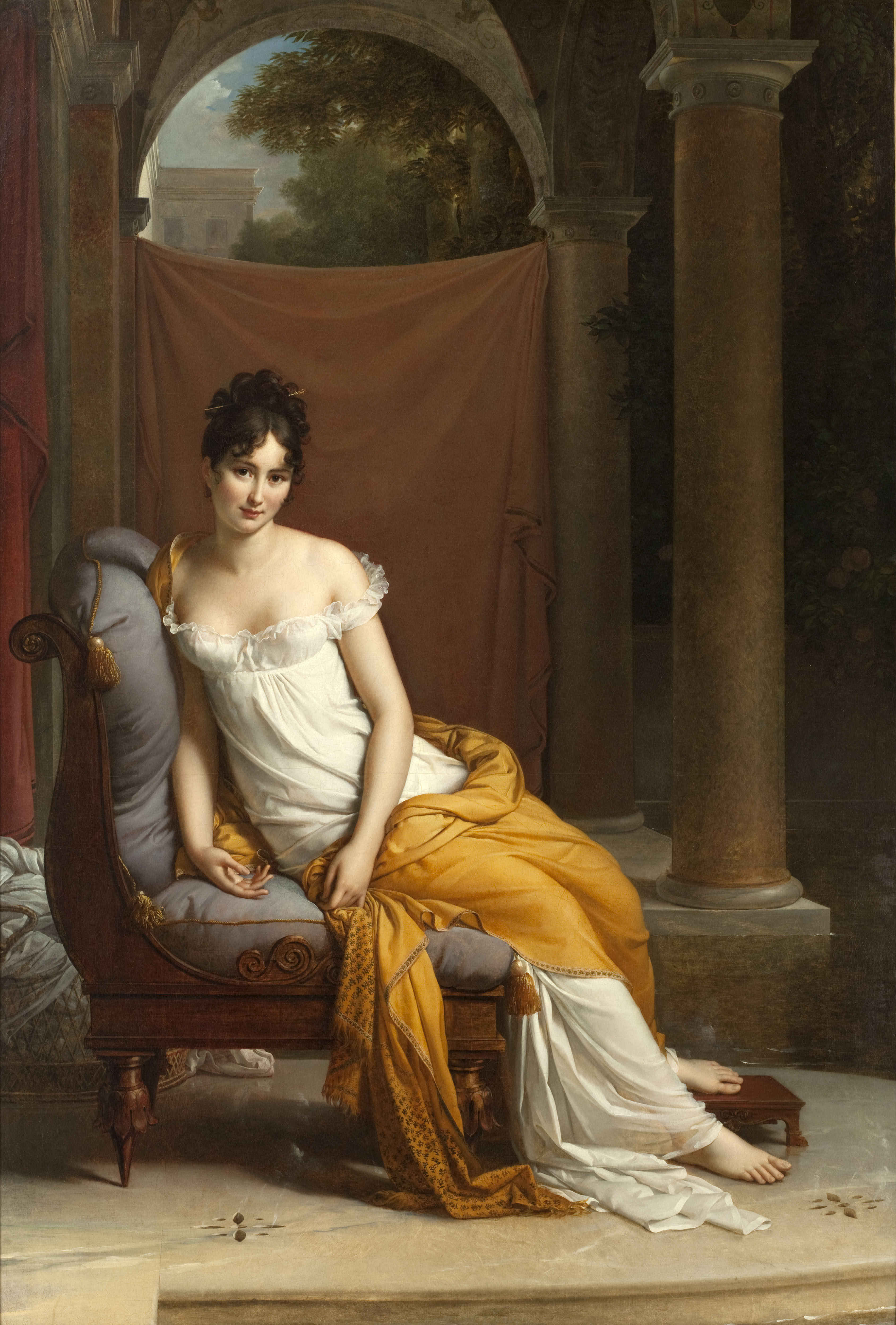
Porträt der Madame Récamier von François Gérard, 1805.

## Rezeption
Im Laufe der Jahrhunderte wurde die Darstellung und Rezeption von Julie Récamier immer wieder idealisiert. In der Literatur wird häufig gesonderter Wert auf ihre Eleganz und Schönheit gelegt. Ihre gesellschaftlichen und intellektuellen Qualitäten, die sie als bedeutende Pariser Salonnière innehatte, werden dabei häufig vernachlässigt. Nicolaus Sombart zum Beispiel beschreibt Julie Récamier als klassische Schönheit, als Epiphanie des Göttlichen, gleichzeitig jedoch als naive und primitive Person. Die Begegnung mit ihr sei eine transzendentale Erfahrung, so Sombart. Diese Verklärung ihrer Persönlichkeit wird durch zahlreiche mystifizierende und erotisierende Darstellungen in Büsten und anderen Porträtdarstellungen gefördert.